# Budumas

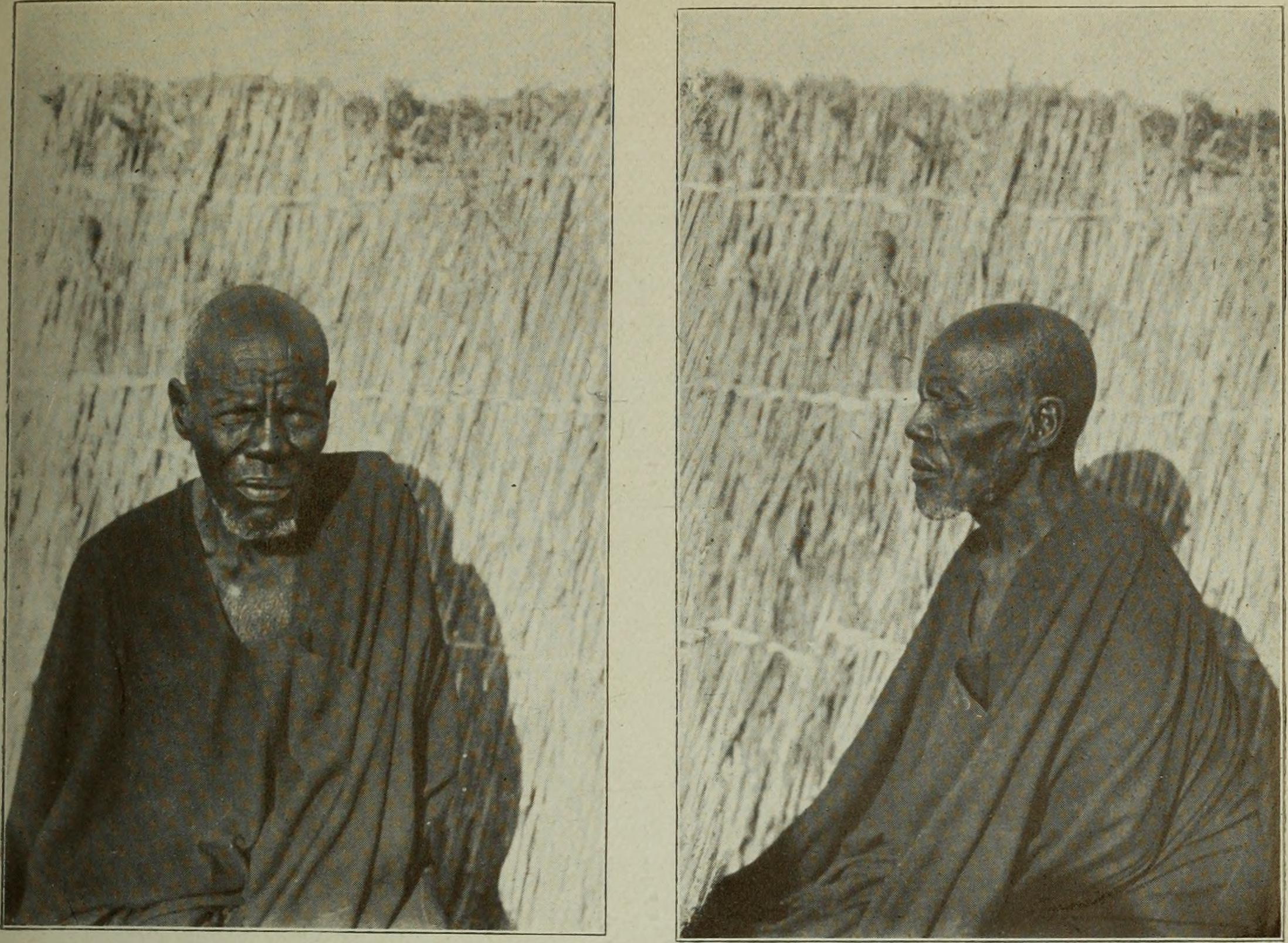
Pessoa Buduma, do Congo a Nigéria e Nilo

Budumas (em francês: Boudoumas), ou iedinas (Yedinas) como se auto-designam, são um grupo étnico chádico da África Central que vivem próximo as ilhas do lago Chade no Chade e Nigéria. Sua terra natal é uma região de pântanos, juncos, gramíneas, ilhas flutuantes e papiro. A língua buduma é classificada como parte das línguas chádicas da família nilo-saariana. Aproximados 65 000 deles vivem no Chade e há 5 000 no Níger e 4 000 na Nigéria. Diz-se que são um povo etnocêntrico que suspeita de outros, desdenha valores e instituições de outros grupos e têm tendência pelo casamento endogâmico.